# 1920 Sarmiento
1920 Sarmiento è un asteroide della fascia principale. Scoperto nel 1971, presenta un'orbita caratterizzata da un semiasse maggiore pari a 1,9299758 UA e da un'eccentricità di 0,1059435, inclinata di 22,80225° rispetto all'eclittica.
L'asteroide è dedicato al politico argentino Domingo Faustino Sarmiento.